# Джонсон, Рон (бизнесмен)
Рон Джонсон (англ. Ron Johnson; 15 октября 1959) — американский бизнесмен, генеральный директор и основатель стартапа Enjoy, член совета директоров компании Globality Inc.. Бывший генеральный директор сети магазинов JCPenney (2011—2013), старший вице-президент по розничной и интернет торговле компании Apple Inc. (2000—2011) — запустивший сеть фирменных магазинов Apple Store.

## Биография
Джонсон вырос в городе Идайна штата Миннесота в США, и является сыном исполнительного директора корпорации General Mills.
В Стэнфордском университете он получил степень бакалавра в области экономики, а затем в Гарвардской школе бизнеса степень магистра делового администрирования.
Сначала Рон Джонсон работал в компании Target, где он был вице-президентом по мерчендайзингу, а затем вице-президента по продажам, и где он отвечал за запуск линейки потребительских товаров дизайнера Майкла Грейвса.

### Apple
В 2000—2011 годах будучи старшим вице-президентом по розничной и интернет торговле компании Apple Inc., он отвечал за запуск и развитие розничной сети фирменных магазинов Apple Store, где он впервые разработал концепцию специальной фирменной секции Genius Bar. Под руководством Джонсона розничная сеть магазинов Apple достигли рекордного уровня роста, превысив миллиард долларов годового оборота продаж в течение двух лет после открытия первых двух магазинов — которое состоялось в мае 2001 года, тем самым превысив предыдущий рекорд, установленный ритейлером одежды Gap. В 2012 году Apple уже управляла более чем 400 магазинами, имея магазины в Австралии, Канаде, Китае, Франции, Германии, Италии, Швейцарии, Великобритании, США, Гонконге и Японии. Сообщалось, что за 7,5 лет работы в Apple Джонсон заработал около $400 млн.
В июне 2011 года Джонсон объявил о своём уходе из Apple с 1 ноября 2011 года, а на замену ему в конце января 2012 года пришёл Джон Брауэтт.

### JCPenney
1 ноября 2011 года Джонсон стал генеральным директором одной из крупнейших американских сетей розничных супермаркетов JCPenney. Когда он пришёл, у ритейлера JCPenney происходило падение продаж и начинался кризис, и Джонсон уволил многих старых управленцев, попытался создать свою новую команду из бывших топ-менеджеров Apple и например консультанта по моде Ника Вустера. Затем он применяя стратегию Apple Store затеял глобальную трансформацию и ребрендинг всех магазинов пытаясь активизировать розничный бизнес компании. Но это не помогло и падение продаж продолжилось, достигнув наивысшей точки в IV-м квартале 2012 финансового года — когда продажи в магазинах упали на 32 %. После чего 8 апреля 2013 года он объявил о своей отставке с поста генерального директора JC Penney и был заменён своим предшественником Майком Уллманом.
Но несмотря на неудачу с JCPenney, Рон Джонсон по прежнему считается одним из самых опытных руководителей розничной торговли в США, являясь ветераном отрасли с почти 30-летним опытом работы в сфере розничной торговли, мерчендайзинга и маркетинга. Рон имеет опыт трансформационных изменений и годового роста для предприятий с миллиардными оборотами.

### Enjoy
В 2014 году Джонсон стал основателем и генеральным директором стартапа Enjoy, со штаб-квартирой в Пало-Алто, штат Калифорния — который стремится заново изобрести опыт покупок. Его компания привлекла $30 млн под руководством инвестиционных компаний Kleiner Perkins и Oak Investment Partners, и при участии венчурного фонда Andreessen Horowitz. Джонсон также выделил личный капитал для создания компании. Её сервис был запущен в 2015 году.
Он также является членом совета директоров компании Globality Inc..